# Phlaeoba sinensis
Phlaeoba sinensis är en insektsart som beskrevs av Bolívar, I. 1914. Phlaeoba sinensis ingår i släktet Phlaeoba och familjen gräshoppor. Inga underarter finns listade i Catalogue of Life.